# Grosse Pointe Shores
Grosse Pointe Shores is een plaats (village) in de Amerikaanse staat Michigan, en valt bestuurlijk gezien onder Macomb County en Wayne County.

## Demografie
Bij de volkstelling in 2000 werd het aantal inwoners vastgesteld op 2823.
In 2006 is het aantal inwoners door het United States Census Bureau geschat op 2664, een daling van 159 (-5.6%).

## Geografie
Volgens het United States Census Bureau beslaat de plaats een oppervlakte van
49,9 km², waarvan 3,0 km² land en 46,9 km² water.

## Plaatsen in de nabije omgeving
De onderstaande figuur toont nabijgelegen plaatsen in een straal van 8 km rond Grosse Pointe Shores.